# Байзакски район
Байзакски район (на казахски: Байзақ ауданы) е съставна част на Жамбълска област, Казахстан, с обща площ 4614 км2 и население 107 671 души (по приблизителна оценка към 1 януари 2020 г.).
Административен център е село Сарикемер.